# Sławomir Karpowicz
Sławomir Karpowicz (* 17. März 1952 in Szczebrzeszyn; † 4. November 2001 in Kraków) war ein polnischer Maler und Hochschullehrer.

## Leben
Karpowicz studierte von 1973 bis 1978 an der Fakultät für Malerei der Akademie der Schönen Künste in Kraków. Im Jahr 1978 erlangte er das Diplom bei Jan Szancenbach. Seit 1979 arbeitete er an seiner Alma Mater. Hier leitete er zunächst ein Zeichenatelier; später ein Malatelier. Von September 1993 bis 31. August 1996 übte er die Funktion des Prodekans der Fakultät für Malerei an Krakauer Akademie aus. Ab dem 1. Januar 1996 war er hier außerordentlicher Professor.
Er lebte mit seiner Frau und seinen Töchtern in einer Wohnung in der Krakauer Piłsudskiego-Straße, das früher einmal das Atelier von Olga Boznańska gewesen war; sie hatte es der Warschauer Akademie vermacht. Seine Frau war die Malerin Anna Karpowicz-Westner, geb. Wiejak, die er bereits zu Studienzeiten geheiratet hatte. Das Paar hatte zwei Töchter, ebenfalls Malerinnen: Joanna und Katarzyna Karpowicz.

## Werk und Ausstellungen
Vorwiegend schuf Karpowicz Stillleben (häufig mit Fischen und Trompeten) und Landschaften. Daneben entstanden metaphysische Werke, Portraits und Menschenstudien. Viele seiner Werke stellen dunkle oder nächtliche Szenen dar. Dazu tritt die drastische Wirkung von Lichtzonen, die die undurchdringlichen Weiten der Dunkelheit zu durchschneiden scheinen. So entsteht eine nächtlich-bedrohliche Stimmung in seinen Gemälden und damit der Eindruck einer gewissen Angst – als sei es eine Vorahnung der nahenden Apokalypse. Der Künstler beschrieb es so:

„Meine Reisen in die Dunkelheit sind eine riskante und emotionale Erwartung eines unerwarteten Abenteuers, es ist ein unfreiwilliges Treiben in der Dunkelheit des Unterbewusstseins.“

Seine Werke wurden auf mehreren Einzelausstellungen im In- und Ausland (u. a. 1980 – Hedstorm Galerie, Stockholm, Schweden; 1990 – Polnisches Institut, Leipzig; 1992 – Klose-Zineman Studio, Darmstadt; 1992 – Ludva Gallery, Carmel, USA; 1993 – Ludwig Museum, Saarlouis; 1994 – Kappler Gallery, Darmstadt; 1995 – Landesvertretung Brandenburg, Bonn; 1996 – Ypsilon Buchhandlung & Café, Frankfurt am Main) und mehreren Dutzend Gemeinschaftsausstellungen gezeigt.